# Place de la Riponne

Der Riponneplatz um 2020

Die Place de la Riponne ist ein grosser Platz im Zentrum der Schweizer Stadt Lausanne. 

## Lage
Der grosse öffentliche Freiraum liegt im Sektor Riponne/Tunnel des Quartiers Centre und westlich des Hügels Cité, auf welchem sich die mittelalterliche Altstadt befand. Bis zum 19. Jahrhundert war die Gegend des heutigen Platzes ein Tal, durch welches der Bach Louve gegen Süden zum alten Stadtquartier unterhalb der Cité floss, bevor er weiter unten in den Stadtfluss Flon mündete. Man nannte den Louve auch Petit Flon. Durch das Tal führte die alte Landstrasse von Lausanne nach Echallens.

## Geschichte
Der Name Riponne kommt von einer ehemaligen Liegenschaft am Rand des Areals, wo die Lausanner Bürgerfamilie Ripon seit dem Mittelalter gewohnt hatte. Früher lautete der Flurname nach der im Frankoprovenzalischen üblichen Art auch Riponnaz. 1813 verkaufte der damalige Besitzer des Hauses, der Politiker David-Abram Bergier (1756–1813), das Haus der Stadtgemeinde, die es 1831 abbrechen liess.
Das Gebiet befand sich ausserhalb der mittelalterlichen Stadtmauer von Lausanne. Von den Toren Porte de Chaucrau und Porte de la Madeleine führten Wege in dieses Gebiet und zu einer Brücke über den Louve. In der Nähe des Baches Louve stand vor der Reformation das Dominikanerkloster von Lausanne.

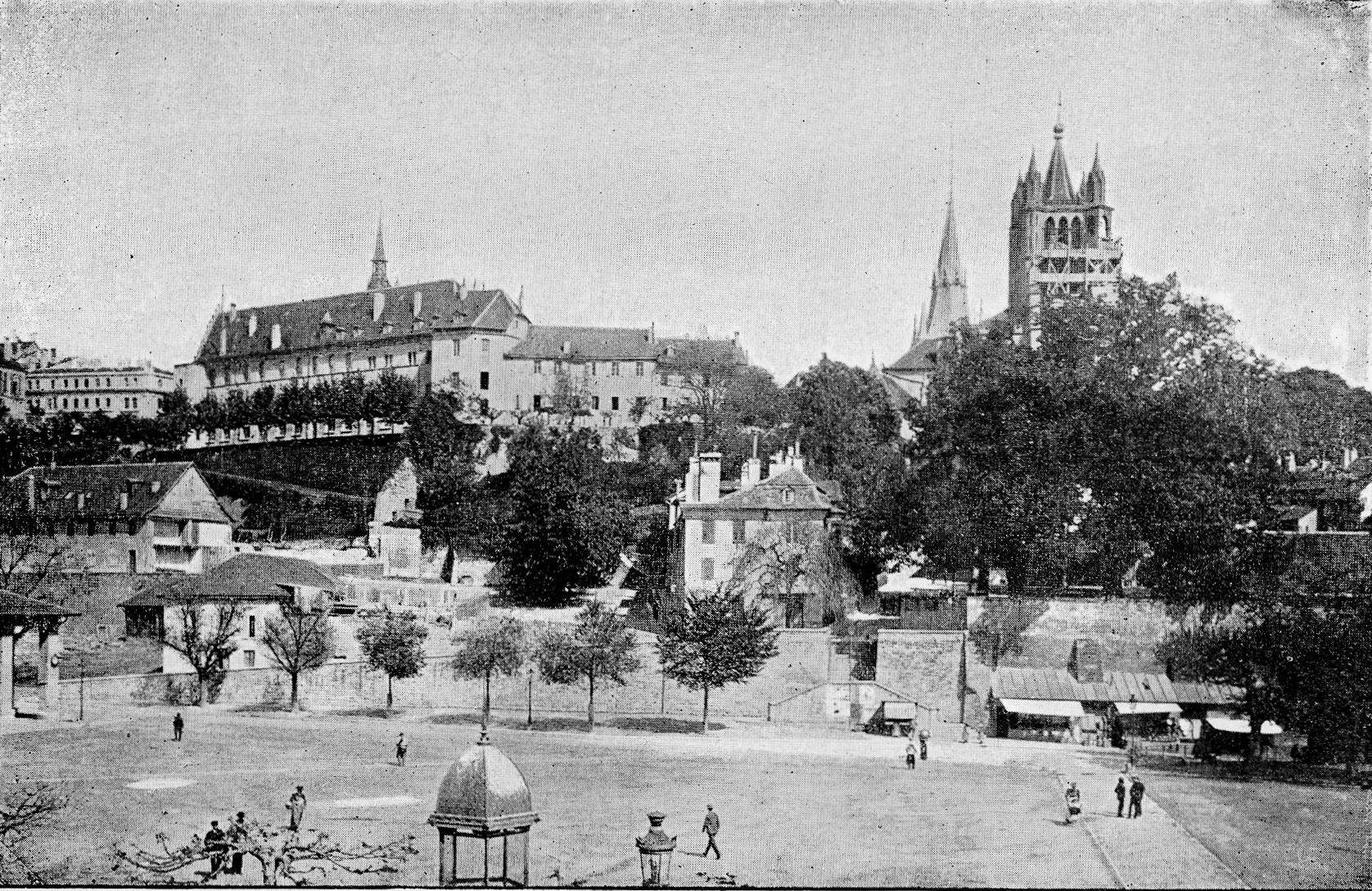
Der Platz im 19. Jahrhundert

Um die hygienischen Verhältnisse im Unterstadtquartier zu verbessern, liess die Stadtverwaltung ab 1812 den unteren Abschnitt des Louve zudecken. Auf der planierten Fläche unterhalb der Cité entstand bis 1838 der grosse neue Marktplatz. Darauf montierte der Privatunternehmer Frédéric Loba 1846 die ersten zwei Gaslaternen in Lausanne, worauf er von der Stadt die Konzession zum Betrieb eines privaten Gaswerks und Verteilungsnetzes erhielt.
Nach einem Gestaltungswettbewerb konnte der Architekt Henri Fraisse auf der Fläche die grosse Markthalle Grenette errichten, die am 7. November 1840 eingeweiht wurde. Die Grenette diente in den folgenden Jahrzehnten auch als Veranstaltungsort grosser städtischer und nationaler Anlässe, so für das Schweizerische Musikfest 1842 oder die Schweizerische Kunstausstellung 1898. Rund um den Riponneplatz entstanden noch im 19. Jahrhundert einige öffentliche Gebäude und Lokale wie das Musée Arlaud von Louis Wenger, die Industrie- und die kantonale Mittelschule, die Valentinskapelle als erste evangelisch-methodistische Kirche in der Schweiz und das Café Vaudois.

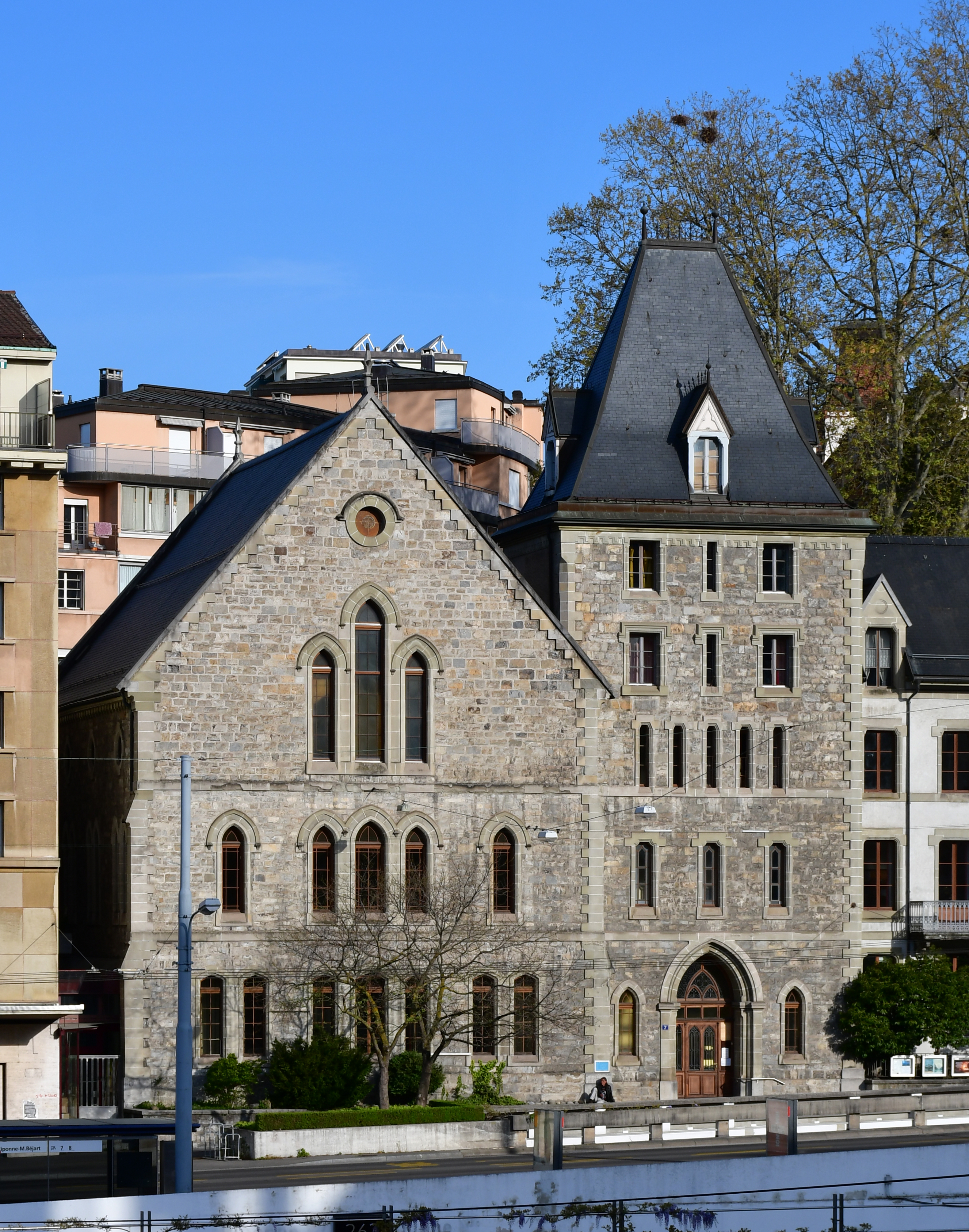
Valentinskapelle

In der Mitte des 19. Jahrhunderts liess die Stadt Lausanne das Wegenetz rund um die Altstadt, das vorher wegen der Gliederung des Gebiets in Hügel und Täler verschiedene Verkehrshindernisse bot, nach einem Konzept des Architekten und Kantonsingenieurs Adrien Pichard (1790–1841) mit kühnen Kunstbauten vereinfachen. Am Nordrand des Riponneplatzes grub man den Tunnel de la Barre durch den schmalen Sporn neben der Cité, womit der direkte Weg vom Louvetal in das Flontal offen war. Heute benützt die Schweizer Hauptstrasse 1 diese Passage.
Das Industrieunternehmen Compagnie du Chemin de fer Lausanne-Ouchy et des Eaux de Bret, das die Standseilbahn Lausanne-Ouchy von der Stadt zum Bahnhof der Compagnie de l’Ouest Suisse und zur Schiffsanlegestelle in Ouchy am Genfersee baute, nahm für den Druckausgleich im unregelmässig beanspruchten Leitungsnetz eine Fontäne auf dem Riponneplatz in Betrieb, die eine Höhe von bis zu 40 Meter erreichte. Die Anlage war einige Jahre älter als der Jet d’eau in Genf.
Als 1871 der begüterte russische Ingenieur, Weltreisende und Mäzen Gabriel de Rumine, Mitglied der Société Vaudoise des Sciences Naturelles, Zofinger und seit 1862 Ehrenbürger von Lausanne, testamentarisch seiner Stadt die Summe von 1,5 Millionen Schweizer Franken für den Bau eines öffentlichen Gebäudes vermacht hatte, beschlossen die Stadtbehörden, mit diesen Mitteln und zusammen mit dem Kanton Waadt einen neuen Hauptsitz für die Universität Lausanne zu errichten. Nach Plänen des Architekten Gaspard André aus Lyon entstand auf der Ostseite des Marktplatzes das Palais de Rumine, das am 3. November 1902 eingeweiht wurde und bis heute die Place Riponne architektonisch dominiert. Heute befinden sich darin eine Bibliothek und mehrere kantonale Museen.
1907 vertrieben berittene Einsatzkräfte auf dem Platz Arbeiter, die an einem Solidaritätsstreik für streikende Arbeiter der Schokoladenfabriken von Bussigny, Orbe und Vevey teilnahmen. Rund um den Platz entstanden im 20. Jahrhundert Geschäftshäuser. Zu erwähnen sind besonders das Kaufhaus Samaritaine oder das Kino la Romandie. 1933 wurde die Markthalle Grenette abgebrochen und der grosse Freiraum diente lange Zeit vorwiegend als Parkplatz. Nach der Eröffnung eines unterirdischen Parkhauses 1973, das seit dem Vollausbau mehr als 1000 Abstellplätze bietet, gestaltete die Stadt den Riponneplatz zur Fussgängerzone um. 1993 erhielt der Platz einen modernen öffentlichen Brunnen mit dem Namen Eau de vie, ein Werk von Sylvia Krenz und René Schmid.
Seit 1896 befuhren die Wagen der alten Strassenbahn Lausanne auch den Riponneplatz. Auf der Verkehrsfläche im westlichen Abschnitt des Platzes verkehren heute die Buslinien 1, 2, 7 und 8 der Transports publics de la région lausannoise. 2008 wurde unter dem Platz die Metrostation Riponne-Maurice Béjart eröffnet, deren Name an den weltberühmten Choreografen Maurice Béjart erinnert.